# Richtlinie 92/100/EWG (Vermiet- und Verleih-Richtlinie)
Die Richtlinie 92/100/EWG, regelte Vermiet- und Verleihrechte urheberrechtlich geschützter Werke sowie dem Urheberrecht verwandte Schutzrechte im Bereich des geistigen Eigentums in der damaligen Europäischen Wirtschaftsgemeinschaft (EWG), nun Europäische Union (EU).
Diese Richtlinie war der zweite gesetzgeberische Harmonisierungsschritt im Rahmen der EWG nach Erlass der Richtlinie 91/250/EWG zum Schutz von Computerprogrammen vom 14. Mai 1991 – siehe auch: Urheberrecht (Europäische Union). Nächster gesetzgeberischer Schritt auf Gemeinschaftsebene bildete dann die Richtlinie 93/83/EWG (Satelliten- und Kabelrichtlinie).
Die Richtlinie 92/100/EWG wurde durch die Richtlinie 2006/115/EG vom 12. Dezember 2006, in Kraft getreten am 16. Januar 2007, ersetzt.

## Zweck der Regelungen
Die beiden Richtlinien 91/250/EWG und 92/100/EWG und die in weiterer Folge erlassenen einschlägigen Richtlinien dienen dem Abbau von Handelshemmnissen und Wettbewerbsverzerrungen in Bezug auf das Urheberrecht innerhalb des europäischen Binnenmarktes. Mit der RL 92/100/EWG wurden in der EWG harmonisiert Regelungen geschaffen für die Einräumung einer angemessenen Vergütung für die Urheber oder ausübenden Künstler sowie den Schutz der Rechte von Film- und Tonträgerhersteller und Sendeunternehmen. Auf den Anspruch auf eine angemessene Vergütung für die Vermietung kann der Urheber oder ausübende Künstler nun auch nicht mehr verzichten (Art 4 Abs. 2 der RL 92/100/EWG).
„Vermietung“ und „Verleihen“ im Sinne der Richtlinie 92/100/EWG sind nur bestimmte Formen der Überlassung. Unter die RL 92/100/EWG fallen nicht (Beispiele):
- die Überlassung von Tonträgern und Filmen (vertonte oder nicht vertonte Filmwerke oder Laufbilder) zur öffentlichen Vorführung oder Sendung,
- die Überlassung zu Ausstellungszwecken oder zur Einsichtnahme an Ort und Stelle,
- die Überlassung zwischen der Öffentlichkeit zugänglichen Einrichtungen.[6]
- Vermiet- und Verleihrechte an Bauwerken und Werken der angewandten Kunst (Art 2 Abs. 3 der RL 92/100/EWG),
- Vermietung von Computerprogrammen (Art 3 der RL 92/100/EWG),
- weitere Ausnahmen, welche von den Mitgliedstaaten ausdrücklich vorgesehen werden (Art 10 RL 92/100/EWG) sowie
- die private Nutzung (Art 10 Abs. 1 lit. a und Abs. 3 der RL 92/100/EWG).

Vermietung im Sinnen der RL 92/100/EWG ist "die zeitlich begrenzte Gebrauchsüberlassung zu unmittelbarem oder mittelbarem wirtschaftlichen oder kommerziellen Nutzen (Art 1 Abs. 2 der RL 92/100/EWG). Verleihen hingegen die zeitlich begrenzte Gebrauchsüberlassung, die nicht einem unmittelbaren oder mittelbaren wirtschaftlichen oder kommerziellen Nutzen dient und durch der Öffentlichkeit zugängliche Einrichtungen vorgenommen wird (Art 1 Abs. 2 der RL 92/100/EWG). Der gemeinschaftsweite (heute: unionsweite) Erschöpfungsgrundsatz ist in Art 9 Abs. 2 der RL 92/100/EWG geregelt.

## Aufbau der Richtlinie 92/100/EWG
- KAPITEL I (VERMIET- UND VERLEIHRECHT)
  - Artikel 1 (Regelungszweck und Begriffe)
  - Artikel 2 (Rechteinhaber und Gegenstand des Vermiet- und Verleihrechts)
  - Artikel 3 (Vermietung von Computerprogrammen)
  - Artikel 4 (Unverzichtbares Recht auf angemessene Vergütung)
  - Artikel 5 (Ausnahme vom ausschließlichen öffentlichen Verleihrecht)
- KAPITEL II (VERWANDTE SCHUTZRECHTE)
  - Artikel 6 (Aufzeichnungsrecht)
  - Artikel 7 (Vervielfältigungsrecht)
  - Artikel 8 (Öffentliche Sendung und Wiedergabe)
  - Artikel 9 (Verbreitungsrecht)
  - Artikel 10 (Beschränkung der Rechte)
- KAPITEL III (SCHUTZDAUER)
  - Artikel 11 (Dauer der Urheberrechte)
  - Artikel 12(Dauer der verwandten Schutzrechte)
- KAPITEL IV (GEMEINSAME VORSCHRIFTEN)
  - Artikel 13 (Zeitliche Anwendbarkeit)
  - Artikel 14 (Beziehung zwischen Urheberrecht und verwandten Schutzrechten)
  - Artikel 15 und 16 (Schlussbestimmungen)

## Umsetzung und Aufhebung der Richtlinie 92/100/EWG
Unter den Anwendungsbereich der ursprünglichen Richtlinie fielen „alle urheberrechtlich geschützten Werke, Darbietungen, Tonträger, Sendungen und erstmaligen Aufzeichnungen von Filmen, deren Schutz durch die Rechtsvorschriften der Mitgliedstaaten auf dem Gebiet des Urheberrechts und der verwandten Schutzrechte am 1. Juli 1994 noch besteht oder die zu diesem Zeitpunkt die Schutzkriterien im Sinne dieser Richtlinie erfüllen“ (Art. 13 Abs. 1 der Richtlinie). Die Mitgliedsstaaten hatten die Vorgaben der ursprünglichen Richtlinie bis 1. Juli 1994 in nationales Recht umzusetzen. In Deutschland wurde die Richtlinie 92/100/EWG im Juni 1995 in nationales Recht umgesetzt. Nach Vertragsverletzungsverfahren gegen Irland (1998), das Vereinigte Königreich (2001), Dänemark und Belgien (2002) stellte die Europäische Kommission in ihrem Bericht über die Umsetzung im Jahr 2002 fest, dass die Mitgliedsstaaten die Vorgaben der Richtlinie aus dem Jahr 1992 teilweise gar nicht, oder nur unzureichend umgesetzt hatten. Zwar hatte sich das Schutzniveau insgesamt verbessert, es bestanden aber nach wie vor zahlreiche unterschiedliche Regelungen in den Mitgliedsstaaten. Die Richtlinie war zudem durch den weiteren technischen Fortschritt teilweise bereits überholt, bzw. bot keinen Rechtsrahmen für zahlreiche inzwischen entstandene Online-Dienste. Nach verschiedenen Änderungen beschloss der Rat, die ursprüngliche Richtlinie aufzuheben, und eine neue kodifizierte Fassung der Vermiet- und Verleih-Richtlinie zu beschließen.